# Джером (Пенсільванія)
Джером (англ. Jerome) — переписна місцевість (CDP) в США, в окрузі Сомерсет штату Пенсільванія. Населення — 942 особи (2020).

## Географія
Джером розташований за координатами 40°12′49″ пн. ш. 78°58′51″ зх. д. / 40.21361° пн. ш. 78.98083° зх. д. (40.213545, -78.980865).  За даними Бюро перепису населення США в 2010 році переписна місцевість мала площу 6,74 км², уся площа — суходіл.

## Демографія
Згідно з переписом 2010 року, у переписній місцевості мешкало 1017 осіб у 418 домогосподарствах у складі 285 родин. Густота населення становила 151 особа/км².  Було 454 помешкання (67/км²).
Расовий склад населення:
| - 98,0 % — білих - 0,3 % — азіатів |

До двох чи більше рас належало 1,2 %. Частка іспаномовних становила 0,8 % від усіх жителів.
За віковим діапазоном населення розподілялося таким чином: 18,7 % — особи молодші 18 років, 58,0 % — особи у віці 18—64 років, 23,3 % — особи у віці 65 років та старші. Медіана віку мешканця становила 47,7 року. На 100 осіб жіночої статі у переписній місцевості припадало 90,1 чоловіків;  на 100 жінок у віці від 18 років та старших — 88,8 чоловіків також старших 18 років.
Середній дохід на одне домашнє господарство  становив 48 731 долар США (медіана — 46 356), а середній дохід на одну сім'ю — 65 594 долари (медіана — 57 305). Медіана доходів становила 40 254 долари для чоловіків та 21 935 доларів для жінок. За межею бідності перебувало 5,3 % осіб, у тому числі 0,0 % дітей у віці до 18 років та 14,2 % осіб у віці 65 років та старших.
Цивільне працевлаштоване населення становило 543 особи. Основні галузі зайнятості: освіта, охорона здоров'я та соціальна допомога — 31,5 %, виробництво — 24,3 %, публічна адміністрація — 23,4 %.